# Taxigramma zimini
Taxigramma zimini är en tvåvingeart som beskrevs av Boris Borisovitsch Rohdendorf 1935. Taxigramma zimini ingår i släktet Taxigramma och familjen köttflugor.
Artens utbredningsområde är Uzbekistan. Inga underarter finns listade i Catalogue of Life.